# Massimo Giacomini
Massimo Giacomini (ur. 14 sierpnia 1939 w Udine) – włoski piłkarz grający na pozycji pomocnika, trener.

## Kariera piłkarska
Massimo Giacomini karierę piłkarską rozpoczął w juniorach Serenissima Pradamano. Następnie reprezentował barwy Olimpii Paderno oraz Udinese Calcio w latach 1956–1957, po czym rozpoczął w klubie profesjonalną karierę oraz grał w klubie do 1961 roku.
Następnie w latach 1961–1963 reprezentował barwy CFC Genoa, w której zadebiutował 3 września 1961 roku w wygranym 2:1 meczu domowym z Hellas Verona. Z klubem w sezonie 1961/1962 awansował do Serie A oraz zdobył Coppa delle Alpi 1962 po wygranej z francuskim Grenoble Foot 38 1:0 w finale rozegranym 29 czerwca 1962 roku w Genui oraz Puchar Przyjaźni 1963 po wygranej z A.C. Milan 2:1 w finale rozegranym 17 czerwca 1963 roku na San Siro w Mediolanie.
Następnie reprezentował barwy Lazio Rzym (1963–1964), ponownie CFC Genoa (1964–1965) oraz Brescii Calcio (1965–1966). W 1966 roku został zawodnikiem A.C. Milanu, w którym w latach 1966–1968 rozegrał zaledwie 9 meczów we wszystkich rozgrywkach, jednak zdobył z klubem mistrzostwo Włoch w sezonie 1967/1968, Puchar Włoch 1966/1967 po wygranej z Padovą Calcio 1:0 w finale rozegranym 14 czerwca 1967 roku na Stadio Olimpico w Rzymie oraz Puchar Zdobywców Pucharów 1967/1968 po wygranej 2:0 z niemieckim Hamburgerem SV w finale rozegranym 23 maja 1968 roku na Stadionie De Kuip w Rotterdamie.
Następnie reprezentował barwy Triestiny Calcio (1968–1970) oraz ponownie Udinese Calcio, w którym w 1973 roku zakończył karierę piłkarską.

## Kariera trenerska
Massimo Giacomini po zakończeniu kariery piłkarskiej rozpoczął karierę trenerską. W sezonie 1973/1974 wraz z Sergio Manente prowadził występującego w Serie C Udinese Calcio, z którym rozgrywki ligowe zakończył na 2. miejscu. W sezonie 1974/1975 prowadził występującego w Serie D FBC Treviso, z którym awansował do Serie C. Następnie na początku sezonu 1975/1976 prowadził występującą w Serie C US Salernitanę, jednak po 10 meczach został zwolniony.
W 1977 roku po uzyskaniu licencji trenerskiej ponownie został trenerem występującego w Serie C Udinese Calcio, którego prezesem był wówczas Teofilo Sanson. W latach 1977–1979 z drużyną Friulani, najpierw w sezonie 1977/1978 awansował do Serie B, następnie w sezonie 1978/1979 awansował do Serie A. Zdobył także z klubem Puchar Serie C 1977/1978 po wygranej z AS Regginą 2:0 w finale rozegranym 17 czerwca 1978 roku na Stadio Comunale w Reggio di Calabria oraz Puchar Anglo-Włoski 1978 po wygranej z angielskim Bath City 5:0 w finale rozegranym 28 czerwca 1978 roku na Stadio Friuli w Udine.
W latach 1979–1981 był trenerem A.C. Milanu, z którym w sezonie 1979/1980 zajął 3. miejsce w Serie A, jednak klub w wyniku afery korupcyjnej tzw. Totonero 80 została zdegradowany do Serie B, w której w sezonie 1980/1981 zdecydowanie wygrywa rozgrywki ligowe, tym samym wracając do Serie A, jednak na przed ostatnią rundą rozgrywek Giacomini z powodu nieporozumień w menedżerami drużyny Rossonerich odchodzi z klubu.
Następnymi klubami w karierze trenerskiej Giacominiego były: FC Torino (1981–1982), SSC Napoli (1982), Triestina Calcio (1984–1985), Perugia Calcio (1985–1986) oraz FC Venezia (1987).
1 lipca 1987 roku po spadku Udinese Calcio z Serie A prezes klubu, Giampaolo Pozzo mianował Giacominiego na głównego trenera klubu, jednak 12 października 1987 roku został zwolniony z powodu słabych wyników. Następnie trenował Brescię Calcio (1989), Triestinę Calcio (1989–1990) oraz Cagliari Calcio (1991).
W styczniu 1996 roku po kilku latach przerwy wrócił na ławkę trenerską, przejmując występującą w Serie D Pro Gorizię. Zrezygnował z prowadzenia klubu z powodu słabego początku sezonu 1996/1997 w rozgrywkach ligowych i Pucharze Włoch.

## Sukcesy

### Zawodnicze
CFC Genoa
- Awans do Serie A: 1962
- Coppa delle Alpi: 1962
- Puchar Przyjaźni: 1963

AC Milan
- Mistrzostwo Włoch: 1968
- Puchar Włoch: 1967
- Puchar Zdobywców Pucharów: 1968

### Trenerskie
FBC Treviso
- Awans do Serie C: 1975

Udinese Calcio
- Awans do Serie A: 1979
- Awans do Serie B: 1978
- Puchar Serie C: 1978
- Puchar Anglo-Włoski: 1978

AC Milan
- Awans do Serie A: 1981

### Indywidualne
- Członek Galerii Sławy CFC Genoa

## Pozostała działalność
Massimo Giacomini komentował mecze mistrzostw świata 1986 w Meksyku dla stacji TMC oraz niektóre mecze Udinese Calcio dla stacji Telefriuli. Opublikował także książkę, w której opisał swoje doświadczenia podczas pracy trenerskiej w Udinese Calcio.
28 sierpnia 2007 roku, po dymisji Luigiego Agnolina został zatrudniony w FIGC (Włoski Związek Piłki Nożnej), gdzie odpowiadał za rozwój młodzieży. Funkcję tę pełnił do 2010 roku, kiedy zastąpił go Gianni Rivera.
Jest członkiem Galerii Sławy CFC Genoa.